# Wade Skolney
Wade Skolney (* 24. Juni 1981 in Humboldt, Saskatchewan) ist ein ehemaliger kanadischer Eishockeyspieler. Während seiner Karriere war er unter anderem auch für die Philadelphia Flyers aus der NHL aktiv.

## Karriere

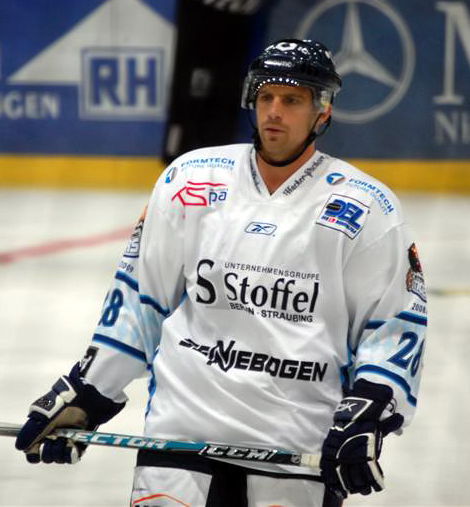
Wade Skolney im Trikot der Straubing Tigers (2008)

Skolney begann seine Karriere 1996 in der kanadischen Juniorenliga Western Hockey League bei den Brandon Wheat Kings. Der gelernte Verteidiger entwickelte sich bei den Wheat Kings zu einem Leistungsträger und gehörte dem Stammkader an. Seine beste Spielzeit war zugleich seine letzte bei den Wheat Kings. In insgesamt 69 Spielen erzielte der Rechtsschütze 25 Scorerpunkte.
Im Sommer 2002 unterschrieb Skolney einen Vertrag bei den Philadelphia Flyers, die ihn jedoch überwiegend in deren Farmteam, den Philadelphia Phantoms, einsetzten. Auch bei den Phantoms in der American Hockey League gehörte der Abwehrspieler zum Stammkader und zeigte kontinuierlich gute Leistungen. Im Jahr 2005 gewann der Kanadier mit den Phantoms den Calder Cup. Im Finale um die Meisterschaft konnte sein Team die Chicago Wolves mit 4:0 Spielen besiegen. Während der Saison 2005/06 bekam der Rechtsschütze die Chance, sich in der NHL zu beweisen. Letzten Endes absolvierte Skolney jedoch nur ein Spiel für die Philadelphia Flyers und wurde in der Folgezeit ausschließlich in der AHL eingesetzt.
Zur Spielzeit 2006/07 schloss sich der Defensivspieler den Pittsburgh Penguins an, stand jedoch ausschließlich im Kader des Farmteams, der Wilkes-Barre/Scranton Penguins. Nachdem er sich schließlich kaum noch Chancen auf ein dauerhaftes Engagement in der NHL ausrechnete, wechselte Skolney zu den Straubing Tigers Deutsche Eishockey Liga. Seine erste Saison in der deutschen Eliteliga verlief jedoch durchwachsen, da der Kanadier in 52 Spielen lediglich sieben Scorerpunkte erzielen konnte und darüber hinaus eine Plus/Minus-Statistik von −17 verzeichnete.
Im Sommer 2009 lief sein Vertrag in Straubing aus, in der darauffolgenden Saison 2009/10 war er vereinslos. 2010 unterschrieb Skolney einen Vertrag beim slowenischen HK Jesenice, der in der Österreichischen Eishockey-Liga spielt. Nach einer Saison in Jesenice beendete er seine Karriere.

## Erfolge und Auszeichnungen
- 2005 Calder-Cup-Gewinn mit den Philadelphia Phantoms

## Spielerstatistik
(Stand: Ende der Saison 2008/09)